# Aporosa serrata
Aporosa serrata är en emblikaväxtart som beskrevs av François Gagnepain. Aporosa serrata ingår i släktet Aporosa och familjen emblikaväxter. Inga underarter finns listade i Catalogue of Life.